# Ovulinia
Ovulinia is een geslacht van schimmels uit de familie Sclerotiniaceae. De typesoort is Ovulinia azaleae.

## Soorten
Volgens Index Fungorum telt het geslacht twee soorten (peildatum februari 2022):
| Soortnaam                                | Auteur(s)           | Publicatiejaar |
| ---------------------------------------- | ------------------- | -------------- |
| Ovulinia azaleae (Rododendronknolkelkje) | F.A. Weiss          | 1940           |
| Ovulinia perplexa                        | (W.H. Lawr.) Seaver | 1951           |